# Боровенський Іван Григорович
Іва́н Григо́рович Борове́нський (1939—2008, Решетилівський район) — перший секретар решетилівського РК КПУ, голова Решетилівської районної ради, представник Президента України в Решетилівському районі, почесний громадянин Решетилівського району.

## Життєпис
Народився 1939 року в Сумській області. 1954 року закінчив 7-річну школу, того ж року розпочав трудову діяльність — робітник та механізатор радгоспу «Передовик» Кобеляцького району. Працюючи, закінчує 11 класів вечірньої школи робітничої молоді. В радгоспі працював до жовтня 1965 року — стає учнем Аграрний технікум Полтавської державної аграрної академії|Полтавського сільськогосподарського технікуму по підготовці керівних кадрів. 1968 року закінчує технікум, працював інженером у радгоспі «Передовик», протягом 1969—1972 років — секретар радгоспу «Сокільський» Кобеляцького району.
Від січня 1972 року — інструктор оргвідділу, завідувач відділу Кобеляцького райкому партії; з жовтня 1977 — інструктор Полтавського обкому, в 1978-1980-х роках — слухач Вищої партійної школи при ЦК КПУ.
Від 1980 року — другий секретар Решетилівського райкому партії, з квітня 1983-го — перший секретар. Працював над перебудовою Решетилівського району. За 1984—1985 роки в районі було зведено 570 житлових будинків, 27 гуртожитків, 17 дошкільних закладів, 12 магазинів, 10 шкіл, 3 будинки культури; прокладено 49 км газових мереж та газифіковано 757 квартир, прокладено та відремонтовано майже 100 км доріг з твердим покриттям.
Від 1991 до 2002 року — служба в органах місцевого самоврядування: заступник голови ради, голова районної ради. Станом на квітень 1992 року — представник Президента України в Решетилівському районі.
2002 року вийшов на заслужений відпочинок.
Помер 2008 року в Решетилівському районі.

## Вшанування
- Почесний громадянин Решетилівського району (23 грудня 2003)
- 29 грудня 2014 року в Решетилівці у навчальному закладі відкрито меморіальну дошку Івану Боровенському[2]
- його іменем названий Решетилівський професійний аграрний ліцей[3][4] згідно Статуту Державного навчального закладу, затвердженого наказом Міністерства освіти і науки України від 14.06.2016 № 669[5]

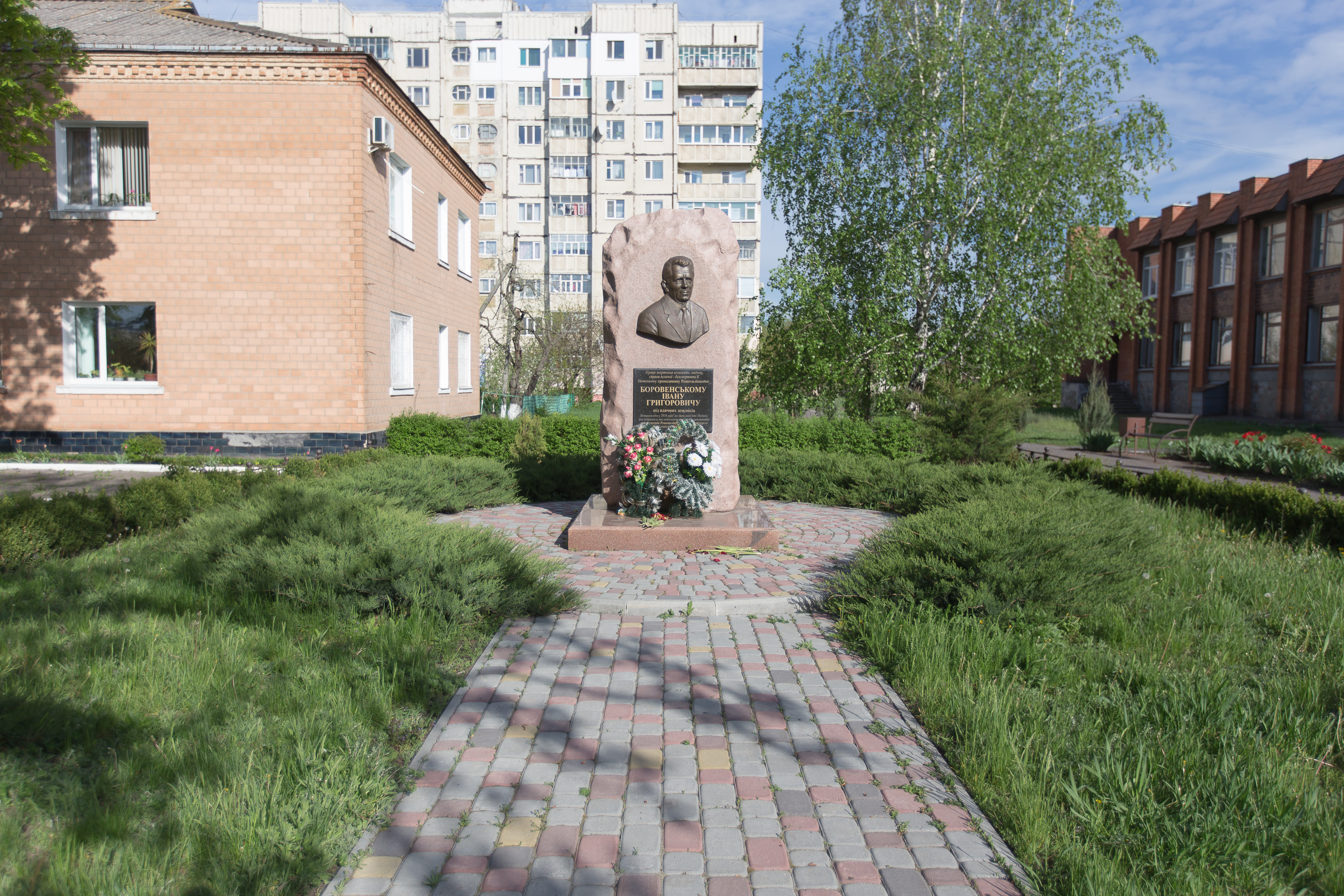
Пам'ятник І. Боровенському у Решетилівці

- 23 вересня 2010 року на честь І. Боровенського у Решетилівці по вул. Покровській, 19 (колишня вул. Леніна) було відкрито пам'ятний знак, що являє собою гранітну брилу з горельєфом. Авторами проєкту виступили архітектор О. В. Приходько, скульптори І. Л. Геращенко та М. К. Посполітак[6]
- решетилівчани мали бажання перейменувати одну з вулиць на його честь; але проти виступила дружина Івана Григоровича — не хотіла, аби жителі мали зайвий клопіт із переоформленням документів.[7].